# Incidente do foguete norueguês

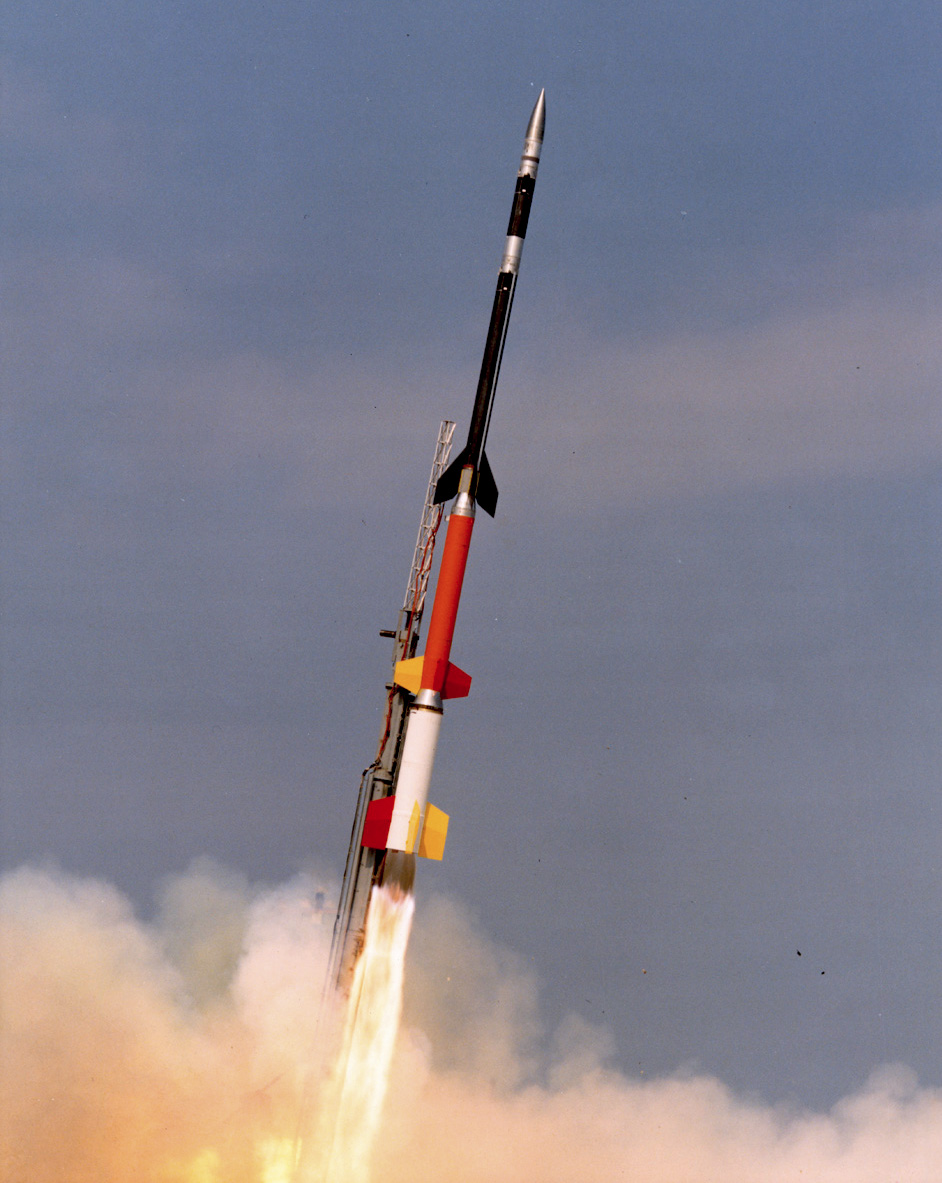
Um foguete Black Brant XII semelhante ao que esteve envolvido no incidente.

O incidente do foguete norueguês, ocorreu em 25 de janeiro de 1995, quando uma equipe de cientistas noruegueses e americanos lançou um foguete de quatro estágios Black Brant XII da Andøya Rocket Range, na costa noroeste da Noruega. O foguete carregava equipamento científico para estudar a aurora boreal sobre Svalbard e voou em uma trajetória alta para o norte, que incluiu um corredor aéreo que se estende dos silos de mísseis nucleares Minuteman III em Dakota do Norte e todo o caminho para Moscou, para a capital da Rússia. O foguete finalmente atingiu uma altitude de 1 453 quilômetros (903 mi), assemelhando-se a um míssil Trident lançado por um submarino da Marinha dos Estados Unidos. Temendo um ataque nuclear de alta altitude que poderia cegar o radar russo, as forças nucleares russas ficaram em alerta máximo e a "mala nuclear" (o Cheget) foi levada ao presidente russo Boris Yeltsin, que então teve que decidir se lançaria um ataque nuclear de retaliação contra os Estados Unidos. Observadores russos determinaram que não houve ataque nuclear. Nenhuma retaliação foi ordenada.